# Papilio indra
Papilio indra är en fjärilsart som beskrevs av Tryon Reakirt 1866. Papilio indra ingår i släktet Papilio och familjen riddarfjärilar. Inga underarter finns listade i Catalogue of Life.